# Philaccolus lepidus
Philaccolus lepidus är en skalbaggsart som beskrevs av Guignot 1949. Philaccolus lepidus ingår i släktet Philaccolus och familjen dykare. Inga underarter finns listade i Catalogue of Life.